# Allgaier Geier
Der Geier ist ein in der ersten Hälfte der 1950er Jahre vom Nesselwanger Schreiner Josef Allgaier konstruiertes und gebautes einsitziges Leistungssegelflugzeug. Zwischen 1955 und 1965 wurden in Deutschland weniger als 20 Exemplare hergestellt. Der Segelflug-Index beträgt 88.

## Geschichte
1951 stellte Schreiner Josef Allgaier das erste im westlichen Nachkriegsdeutschland gebaute „Grunau Baby“ in seiner Schreinerwerkstatt im Allgäu her. Für Scheibe-Flugzeugbau lieferte er danach Teile der Mü 13 und des Spatzen. In seinem Werk in Wank bei Nesselwang waren in Spitzenzeiten bis zu 12 Mitarbeiter mit dem Bau von Holzflugzeugen beschäftigt. Als die Aufträge der Firma Scheibe nachließen, beschloss Allgaier, ein eigenes Segelflugzeug zu konstruieren und in seinem Werk zu fertigen. Es sollte ein Hochleistungssegler werden, der von der Bauausführung so einfach konstruiert war, dass er als Bausatz auch in den Vereinen gefertigt werden konnte. Aus wirtschaftlichen Gründen musste die Firma Allgaier aber 1957 den Bau von Segelflugzeugen einstellen und widmete sich später der Kunststoffverarbeitung. 1957 waren nur noch drei Mitarbeiter im Flugzeugbau beschäftigt.

## Konstruktion
Das Flugzeug hatte einen komplett mit Sperrholz verkleideten Rumpf und ein sehr geräumiges Cockpit. Bei der Konstruktion der Tragflächen orientierte sich Allgaier an den erfolgreichen Leistungsseglern seiner Zeit, der Weihe und dem Zugvogel. Die Flächen erhielten das gutmütige Göttinger Profil 549, ähnlich dem der Weihe, aber mit mehr Streckung. Gegenüber der Weihe (1:29) war der Geier mit 1:32 in der Gleitleistung deutlich leistungsstärker. Bei der Flugerprobung im Jahr 1955 war der Musterprüfer Hans Zacher von den guten Flugeigenschaften des Prototyps, „der von einem Schreiner konstruiert wurde“, sehr beeindruckt.

## Versionen

### Geier I

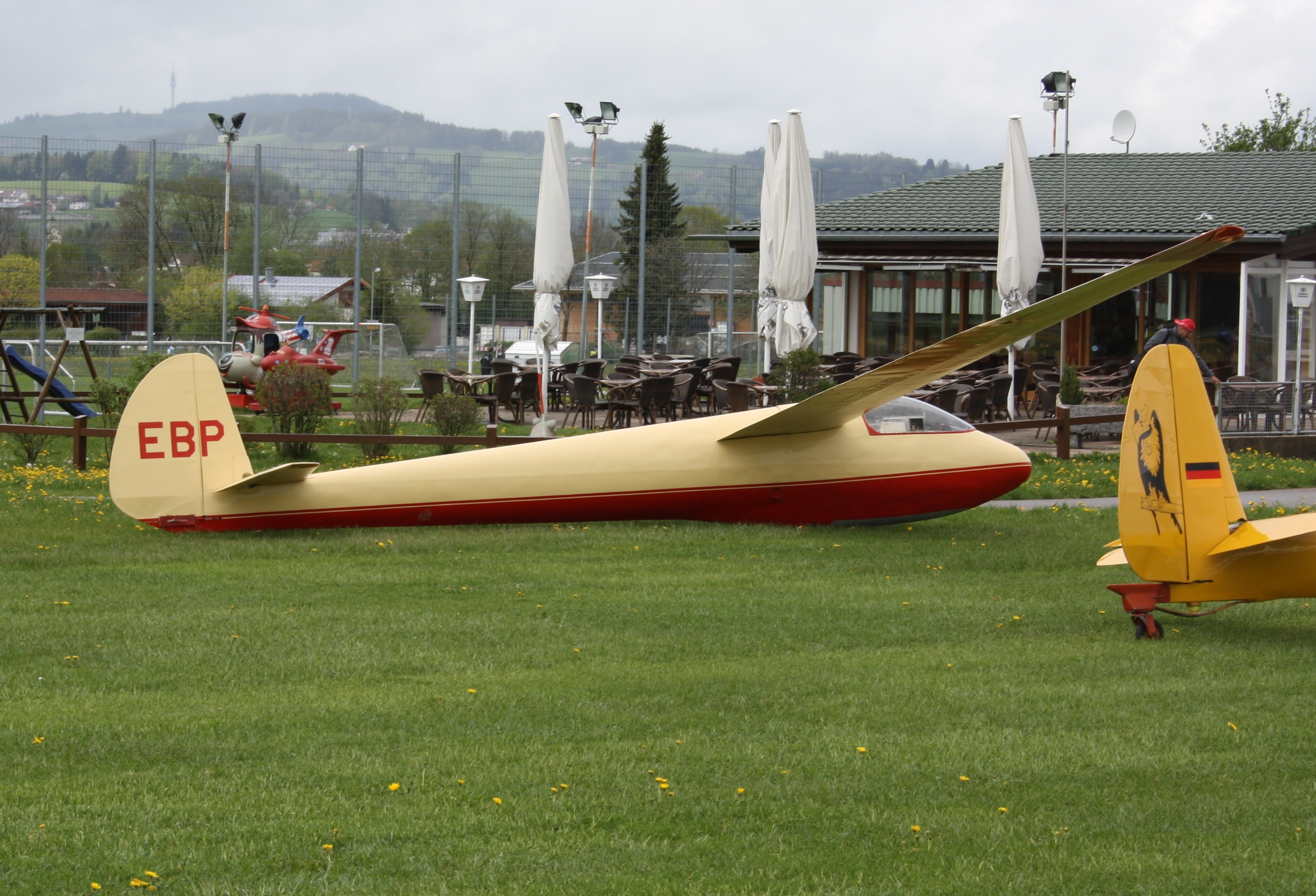
Geier I BGA2557/EBP

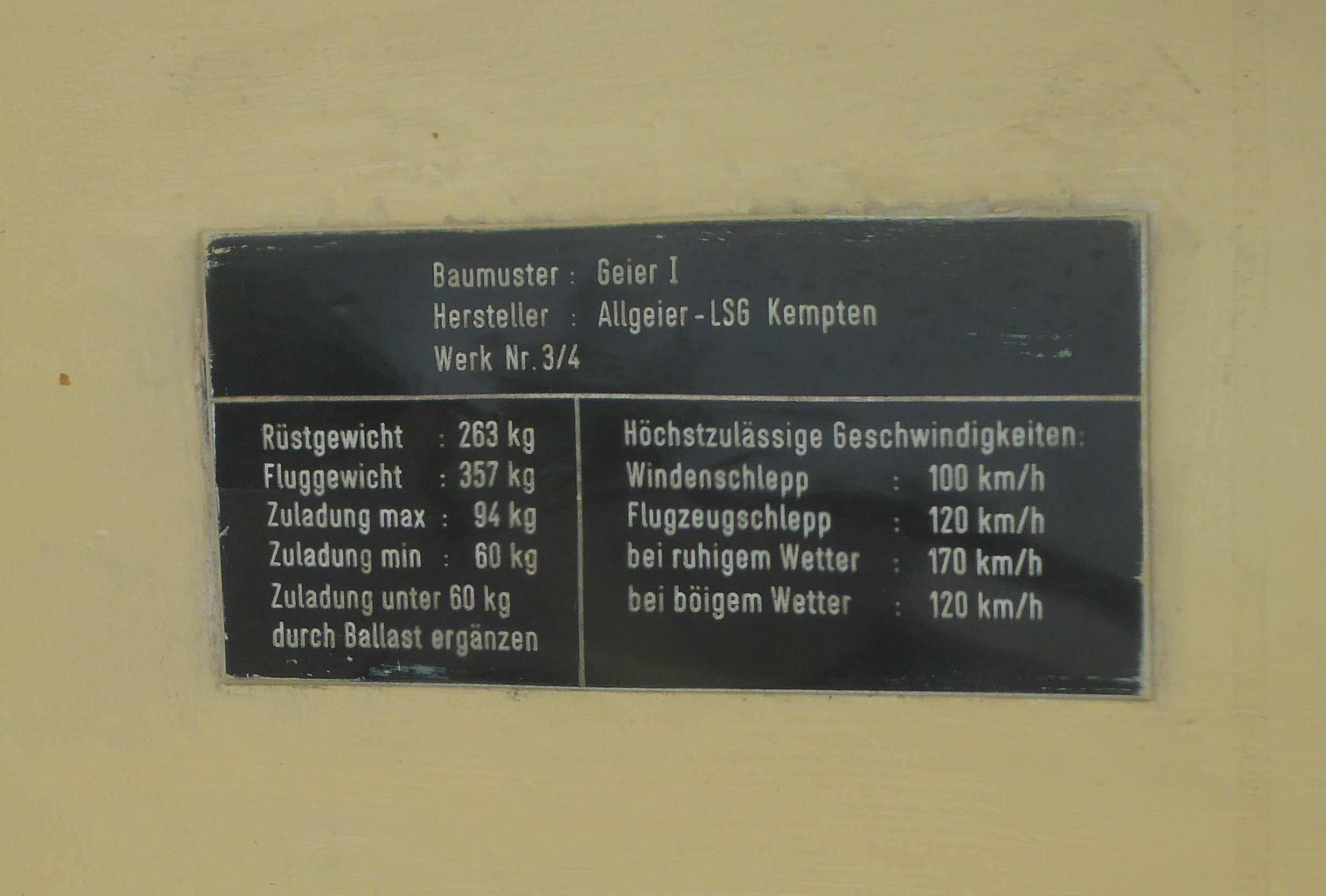
Typenschild Geier I

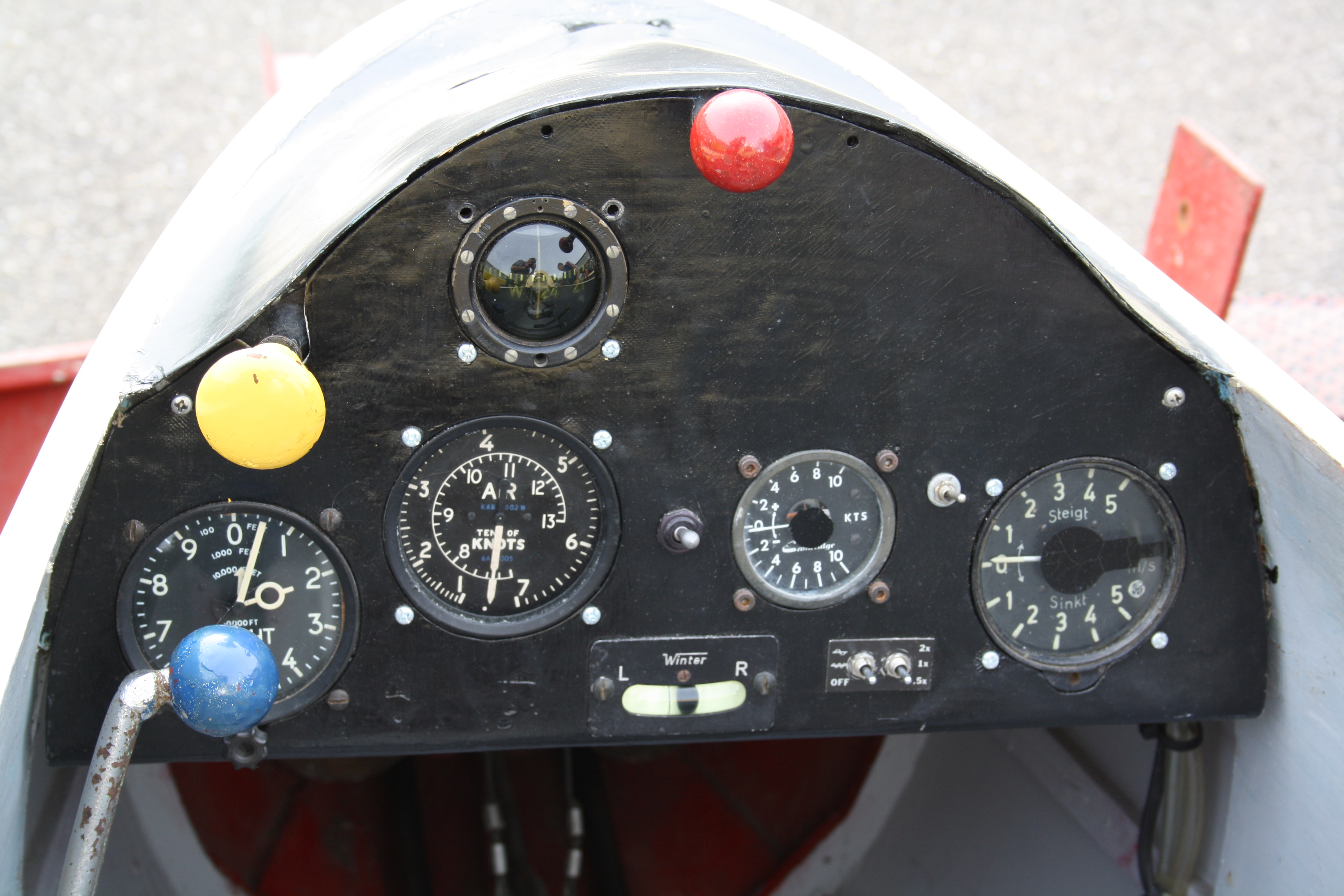
Cockpit Geier I

Die Firma Allgaier stellte von diesem Flugzeug, das später Geier I genannt wurde, nur den Prototyp her. Dieser wurde an den LSV Worms geliefert. Über den weiteren Verbleib dieses Flugzeugs ist nichts mehr bekannt. Zudem lieferte das Unternehmen noch Bausätze des Geiers I an Vereine.
Einer der Bausätze ging an die LSG Kempten im Allgäu (D-1434). Das ursprüngliche Zweirad-Abwurf-Fahrwerk wurde bei diesem Geier I in den 70er-Jahren durch ein starres Rad ersetzt. 1977 wurde der Geier von einem Briten der Royal Air Force in Brüggen/Deutschland übernommen. Als dieser 1979 nach England versetzt wurde, nahm er das Flugzeug mit. Der Geier war dann lange Jahre als BGA2557/EBP beim RAF Marham in Fenland stationiert. Die EBP wechselte in England mehrfach den Besitzer und war ab 21. Juli 2001 nicht mehr lufttüchtig. Laut Bordbuch fand der letzte Flug bereits am 28. September 1996 statt. Der Geier stand dann in verschiedenen Scheunen in Yorkshire und Wiltshire. Im Herbst 2009 holten Mitglieder der Luftsportgruppe Kempten-Durach e.V. im Allgäu die EBP aus England zurück an ihren Geburtsort. Aufgrund seiner für das Allgäu regionalen Bedeutung, aber auch wegen des Erfindungsreichtums seines Allgäuer Erbauers Josef Allgaier stufte das Bayerische Landesamt für Denkmalpflege den Geier I als denkmalfähig ein und nahm ihn 2017 in die Denkmalliste für bewegliche technische Denkmäler auf. Der Geier I wird vom Kemptener Verein grundüberholt und soll wieder lufttüchtig gemacht werden.

### Geier II

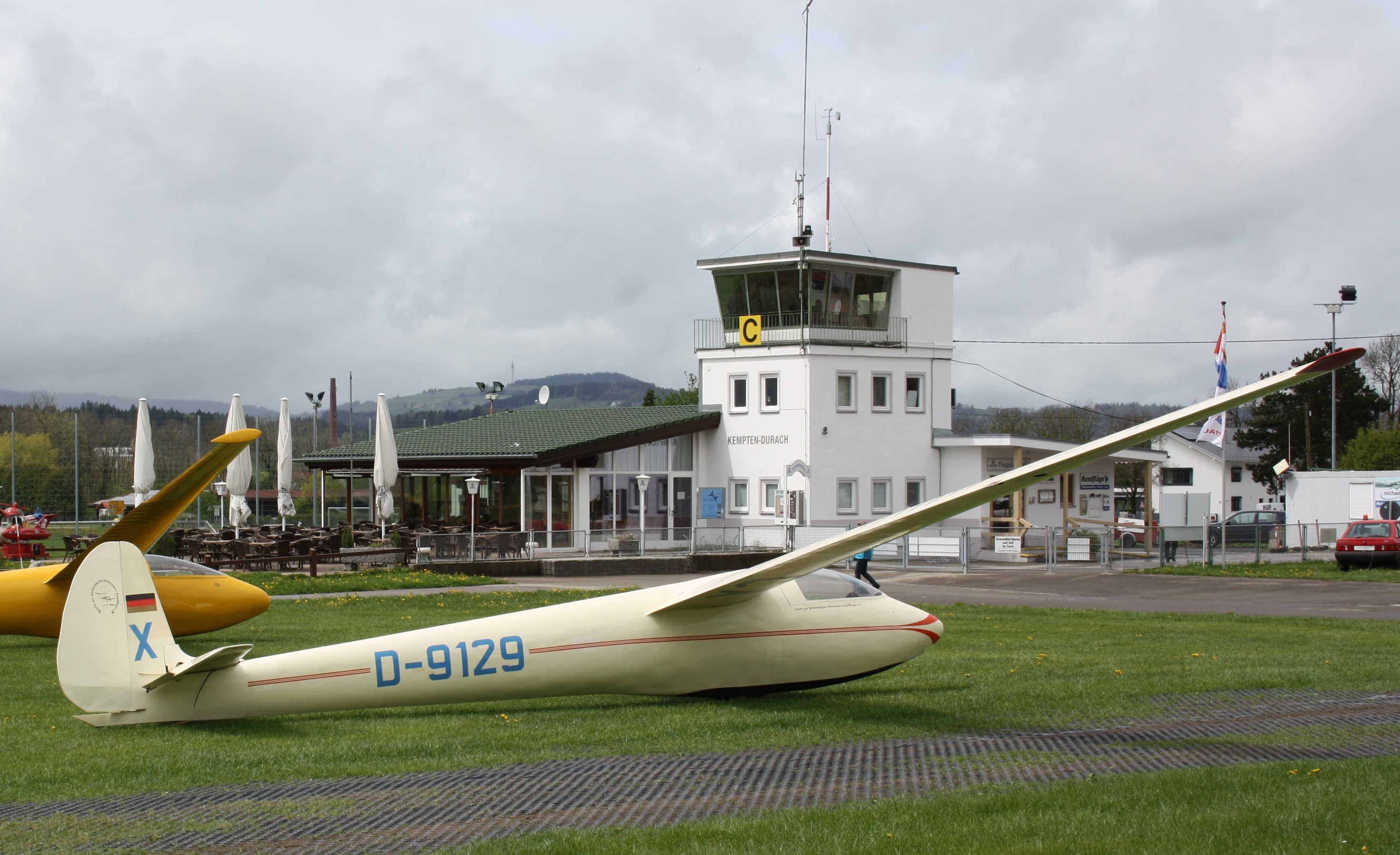
Geier II D-9129

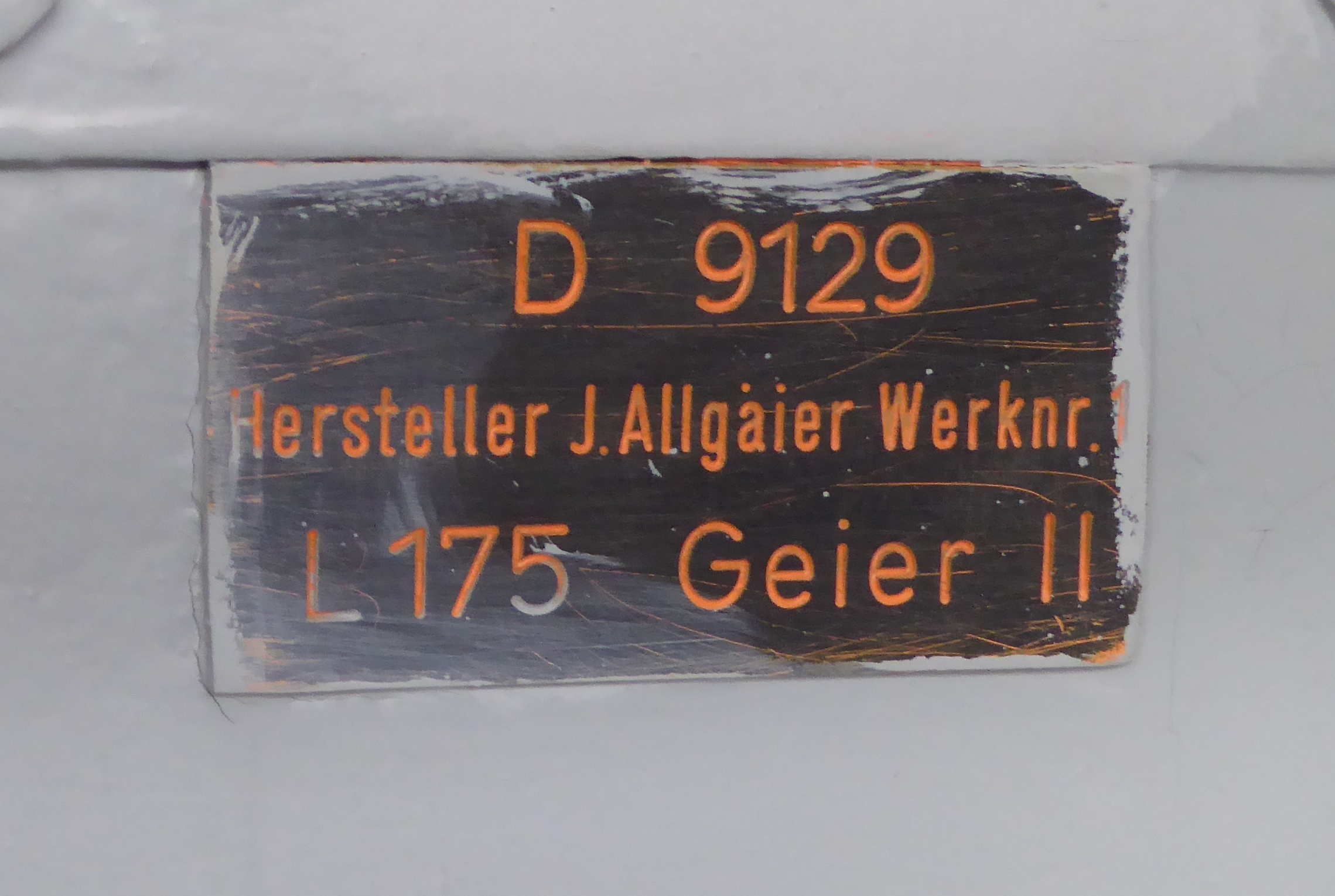
Typenschild Geier II

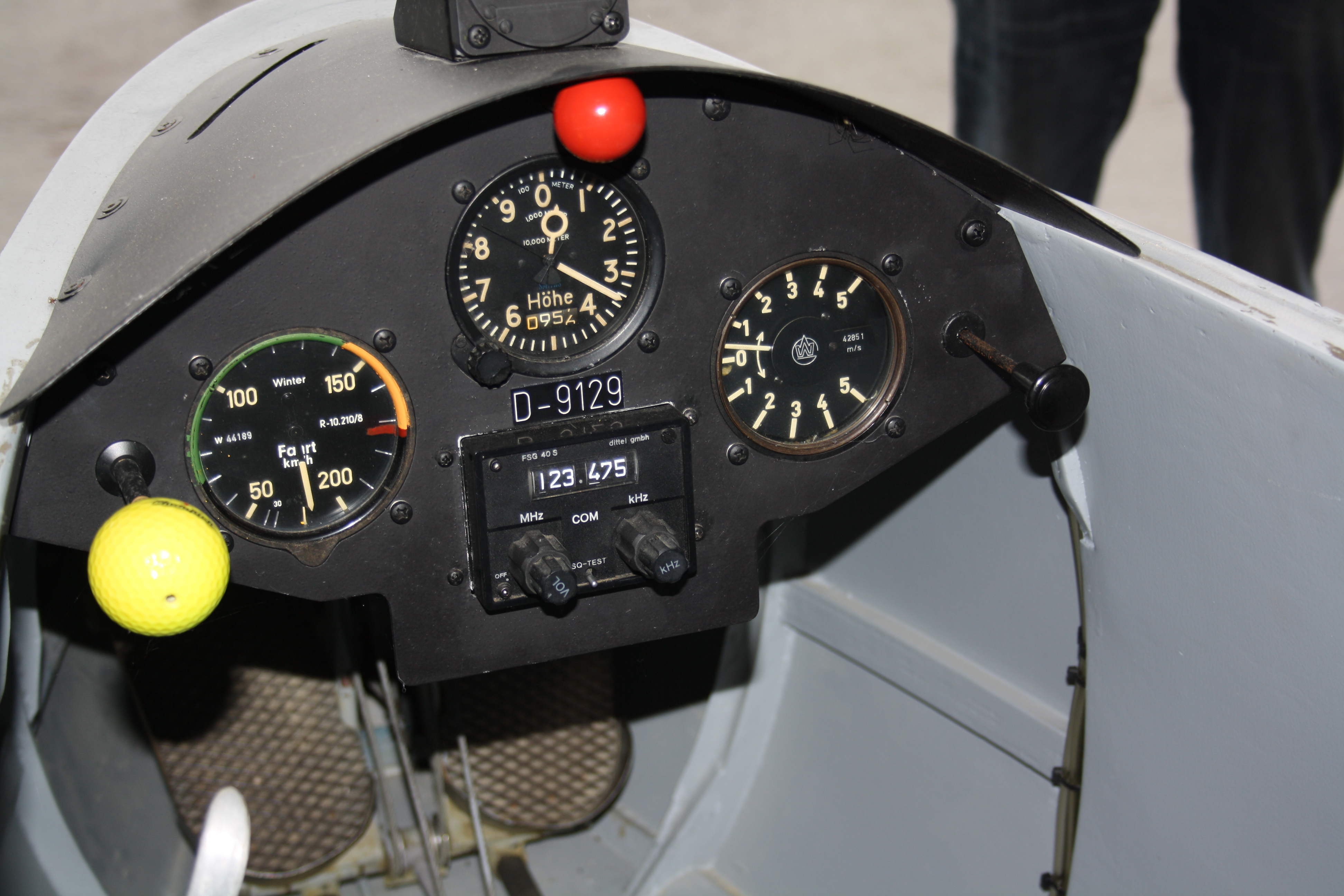
Cockpit Geier II

Kaum war aber 1955 der Prototyp mit dem erfolgreichen und gutmütigen Flügelprofil Gö 549 deutscher Entwicklung fertig gestellt, veröffentlichte die NACA, die Vorgängerbehörde der NASA, neue, leistungsstärkere Flügelprofile. Damit war der Geier I, trotz der guten Flugeigenschaften und Leistungen, schon veraltet. Allgaier entschloss sich den Prototyp zu überarbeiten. Der Rumpf blieb dabei unverändert. Zur Leistungssteigerung kam für die Flächen ein neues Laminarprofil, das NACA 633-618, das auch in der Schleicher Ka 6 Verwendung fand, zum Einsatz. Die Spannweite blieb bei 17,76 Meter; der Flügel wurde aber deutlich schlanker mit einer Streckung von 22,53 Metern. Die schon hervorragende Gleitzahl von 32 des „Geier I“ stieg auf 35 beim Nachfolgetyp „Geier II“. Der Prototyp des „Geier II“, die damalige D-1440 und spätere D-9129 mit Wettbewerbskennzeichen CX, wurde in nur zwei Monaten bei der Firma Allgaier gebaut. Der Erstflug fand am 21. Juni 1956 in Unterwössen statt. Laut einem alten Kaufvertrag wurde das Flugzeug für 8000 DM und einige Zentner Kartoffeln verkauft. Die D-1440 startete bei der WM 1956 in französischen St. Yan, 1958 bei der WM in Leszno (Polen) sowie bei mehreren Deutschen Meisterschaften in den 50er und Anfang der 60er Jahre.
Die CX war von 1971 bis 1973 in Bisperode am Ith stationiert und ging von dort auf das Klippeneck. 1980 erwarb sie ein Aktiver vom LSG Ravensburg (Flugplatz Mengen) und nahm sie 1985 mit nach Unterwössen. In der dortigen-Flugschule wurde sie zur Ausbildung von Piloten eingesetzt. Ende 1999 ging die CX an die „Deutsche Gesellschaft zur Erhaltung historischer Flugzeuge e.V.“ und war in Stillberghof bei Donauwörth stationiert. Seit Mitte 2008 befindet sie sich in der Grundüberholung.

### Geier IIB

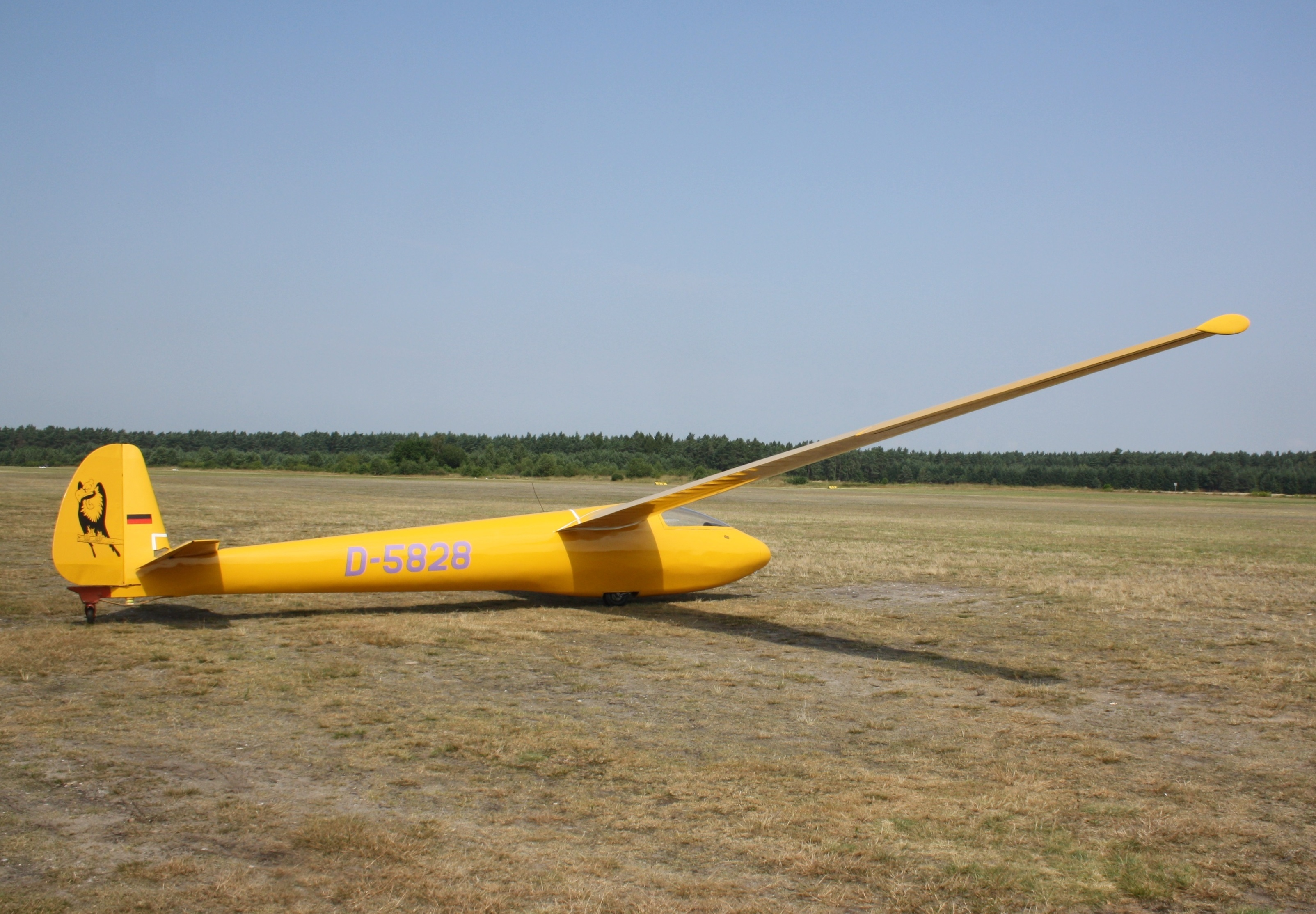
Geier II B D-5828

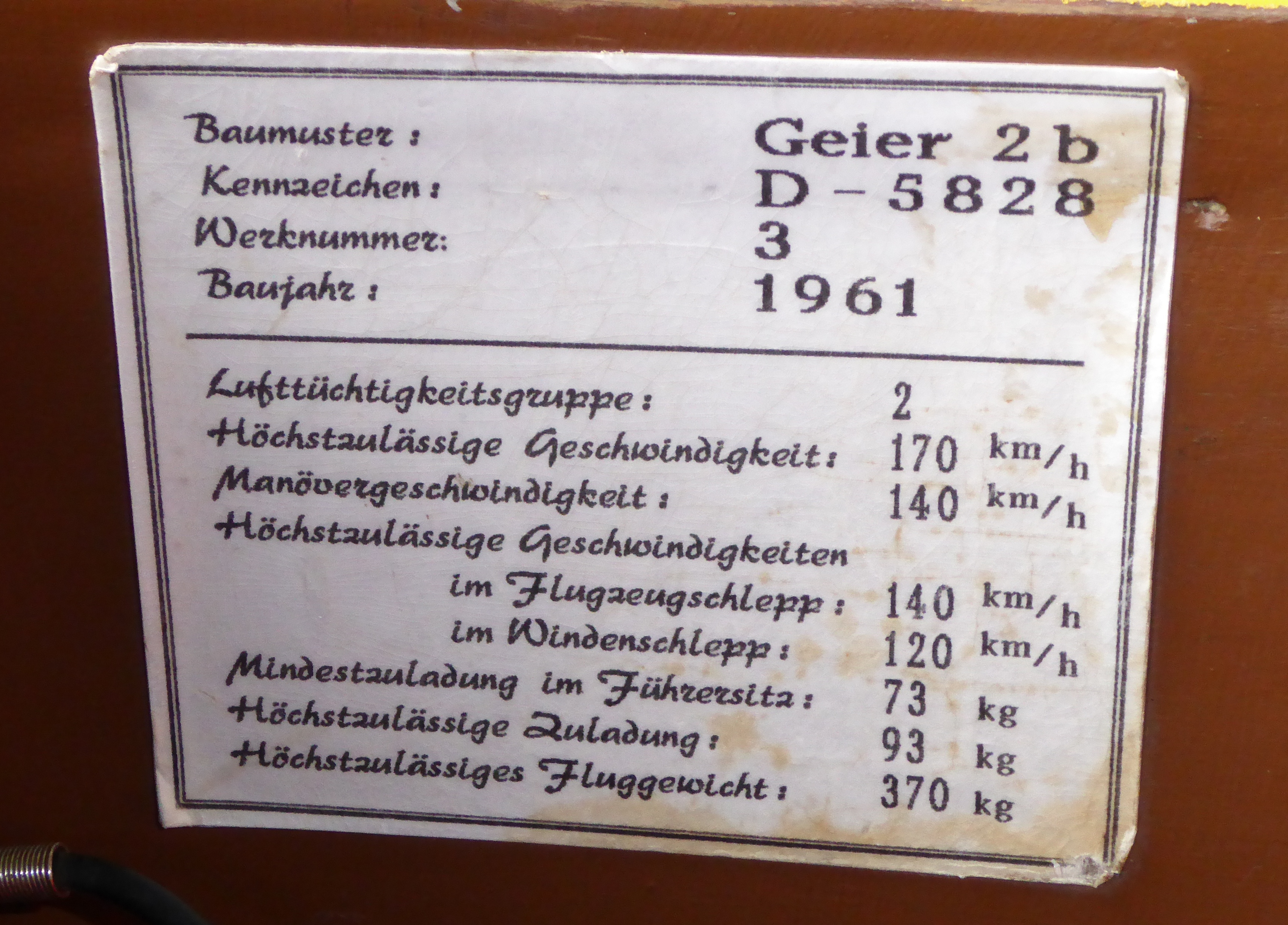
Typenschild Geier II B

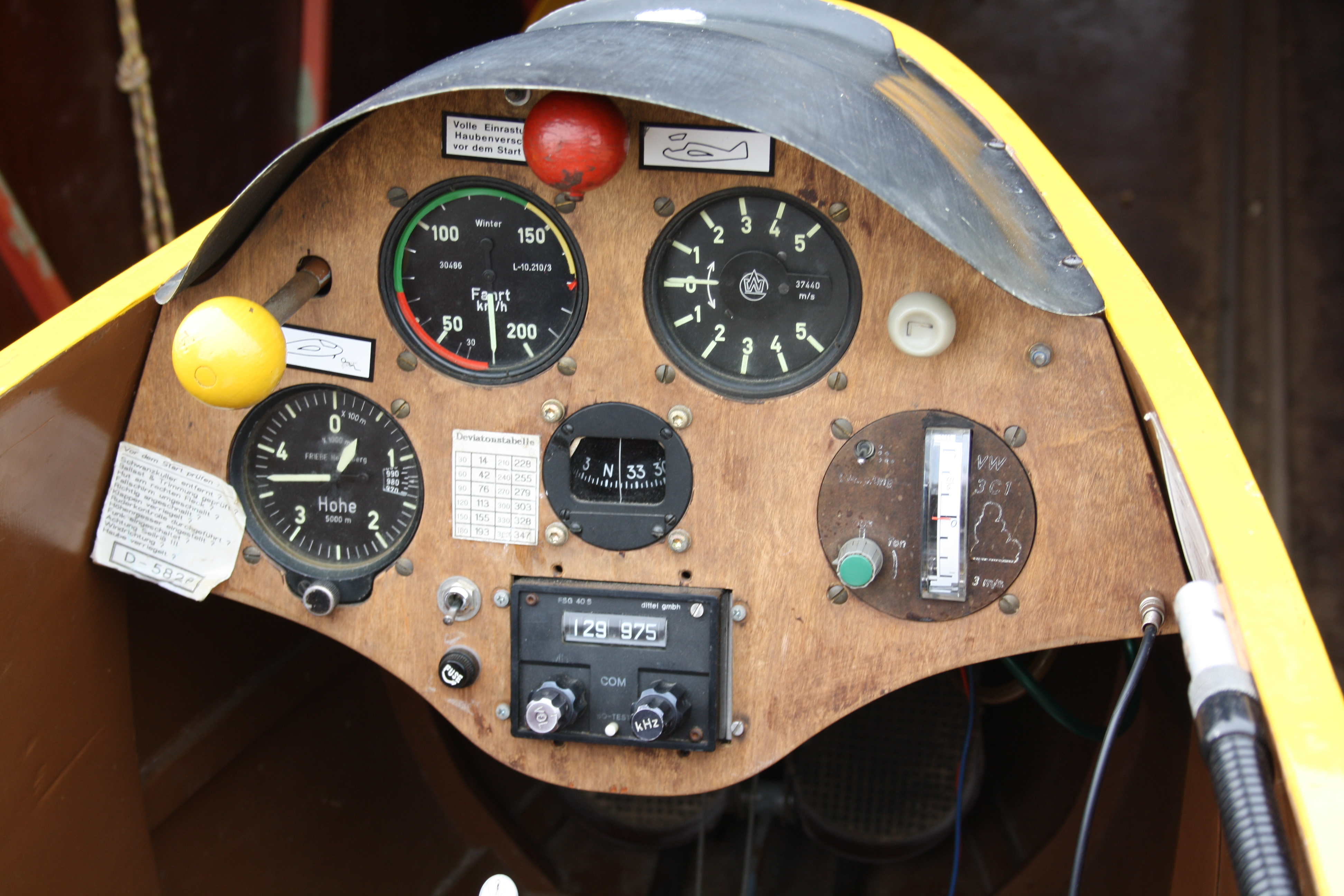
Cockpit Geier II B

Nach 1957 ging die Geier-Fertigung an die Firma Rock in Inzell/Oberbayern, die über keinerlei Erfahrungen im Flugzeugbau verfügte. Dort wurden bis 1965 etwa 13 Geier II B gefertigt. Der Holm, der bei Scheibe gefertigt wurde, hat eine 12fache Bruchlast. 1965 wurde die Fertigung des Modells eingestellt. Die Betreuung des Musters ging danach an den 1. Aero-Club Stuttgart über.
Die „B-Version“ des Geier II hatte eine voll eingestrakte Haube, vergrößerte Querruder, kleine Keulen an den Außenflächen – sogenannte Torpedozapfen – und statt der Kufe mit Abwurffahrwerk ein starres bremsbares Rad. Durch einen Rechenfehler war die Schwerpunktbestimmung beim Geier II B fehlerhaft. Dies führte in den Folgejahren zu mehreren schweren Trudelunfällen, vor allem bei zu leichten Piloten mit hinteren Schwerpunktlagen. Von März 1973 bis Februar 1974 wurden die Geier II B gesperrt und waren danach nach korrigierter Schwerpunktberechnung wieder uneingeschränkt lufttüchtig.
Der Erstflug der Werknummer 03 – damals noch als D-1501 – fand am 20. Mai 1961 in Bad Reichenhall-Obermühle statt, im Flugzeugschlepp hinter einem Fieseler Storch. Sie war zunächst bei der Alpinen Fliegergruppe in Traunstein stationiert. Es folgten Stationierungen in Bissingen, Paderborn (dort ab 1965 als D-8154 und ab 1966 als D-5828), Warburg und Feuerstein. Sie gelangte dann zur Akaflieg Erlangen, wo sie von 1986 bis 1989 einer Grundüberholung bei der Firma Eichelsdörfer unterzogen wurde. Der Förderverein Sicherheit im Luftsport in Bayern hatte das Flugzeug ab Juli 2006, ließ aber 2007 keine Nachprüfung mehr durchführen. 2008 wechselte der Geier in private Hände und wurde nach erweiterter Lufttüchtigkeitsprüfung bis 2016 auf dem Segelfluggelände Nastätten geflogen. Danach übernahm die Luftsportgruppe Kempten-Durach e.V. im Allgäu die D-5828 (Stand 2019).

## Technische Daten Geier I, II und II B
| Kenngröße             | Geier I              | Geier II und II B    |
| --------------------- | -------------------- | -------------------- |
| Besatzung             | 1                    | 1                    |
| Gesamtlänge           | 8,20 m               | 8,20 m               |
| Spannweite            | 17,76 m              | 17,76 m              |
| Flügelfläche          | 15,77 m²             | 14 m²                |
| Flügelstreckung       | 20                   | 22,53                |
| Flächenbelastung      | 24,1 kg/m²           | 26,43 kg/m²          |
| Gleitzahl             | 32 bei 68 km/h       | 35 bei 80 km/h       |
| Geringstes Sinken     | 0,55 m/s bei 55 km/h | 0,65 m/s bei 75 km/h |
| Rüstmasse             | 260 kg               | 277 kg               |
| max. Startmasse       | 360 kg               | 370 kg               |
| Höchstgeschwindigkeit | 200 km/h             | 170 km/h             |

## Erhaltene Exemplare
- Geier I (BGA2557/EBP ) im Vereinsbesitz Luftsportgruppe Kempten-Durach e.V., in Grundüberholung
- Geier II (D-9129) im Vereinsbesitz Verein für historischen Segelflug e.V., in Grundüberholung[4]
- Geier II B (D-5828) im Vereinsbesitz Luftsportgruppe Kempten-Durach e.V., stationiert auf dem Verkehrslandeplatz Kempten-Durach[5]
- Geier II B (D-8467) in Privatbesitz bei Reutlingen, in Grundüberholung
- Geier II B (D-9192) in Privatbesitz, stationiert auf dem Flugplatz Winzeln-Schramberg